# Крвава недеља (1972)
Крвава (проклета) недеља (ир. Domhnach na Fola, енгл. Bloody Sunday) је израз који се користи за масакр који се догодио 30. јануара 1972. године, у граду Дерију у Северној Ирској, када су припадници британског 1. падобранског батаљона под командом потпуковника Дерека Вилфорда и капетана Мајка Џексона, устрелили 26 демонстраната током марша који је организовала Асоцијације за грађанска права Северне Ирске у предграђу Богсајд. Тринаесторо људи, од који је шесторо било малолетно, умрло је на лицу места док је још једно лице преминуло четири месеца касније од повреда задобијених током овог догађаја. Два демонстранта су прегажена од стране војних возила . Велики број сведока, укључујући пролазнике и новинаре тврдили су да убијени демонстранти нису били наоружани. Петорица демонстраната који су рањени, погођени су у леђа док су бежали.
У вези са овим догађај британска влада је спровела две истраге:
- Виџери трибунал који је заседао одмах након догађаја ослободио је војнике и британску војску од одговорности али је критикован као покушај да се одговорност за убиства пребаци на другу страну.[2][3][4]
- Друга истрага, познатија под називом Савил истрага, по председавајућем истражног комитета Марку Савилу, лорду Савилу од Њудгејта, покренута је 1998. године и тек треба да саопшти резултате истраге.[тражи се извор]

Кампања Ирске републиканске армије против Северне Ирске, која је део Уједињеног Краљевства, отпочела је две године пре Крваве недеље, али је овај догађај значајно утицао на пораст њеног значаја и на повећање броја добровољаца спремних за борбу. Крвава недеља представља један од најзначајнијих догађаја у бурној историји Северне Ирске, јер се ради о догађају у којем су учествовале јединице регуларне британске војске и који се одиграо јавно уз присуство великог броја новинара.

## Ток догађаја на дан масакра
Многе појединости догађаја су спорне укључујући и податак о броју демонстраната. Према наводима организатора протестног марша у њему је учествовало 30.000 људи; Џон Виџери је током првобитне истраге тврдио да је у маршу учествовало између 3.000 и 5.000 људи. У књизи „Пут ка крвавој недељи“, локални лекар опште праксе др. Рејмонд Маклин навео је податак од 15.000 учесника марша. Овај податак ће касније употребити и Бернардет Девлин Макалски током расправе у Доњем дому Британског парламента.
О овом догађају постоји пуно извора у виду великог броја књига и чланака као и неколико документариних филмова.
Главно одредиште протестног марша је требало да буде Гилдхол, али је због армијских барикада марш преусмерен ка углу Слободни Дери. Мала група тинејџера се одвојила од главне групе са намером да помери барикаде и настави у правцу Гилдхола. Напали су британске војнике на барикади са каменицама и извикивали су увреде. У овој фази протеста, британска војска је употребила водени топ, сузавац и гумене метке како би разбила изгреднике. Овакви сукоби између војске и омладине су били релативно честа појава иако неки посматрачи тврде да интензитет сукоба није био већи од уобичајеног. Британски војници убили су и ранили двоје људи у улици Вилијам.
У једном тренутку, у армијски командни центар су стигле наводне тврдње о присуству снајперисте ИРА у делу града захваћеном немирима. Убрзо затим британска команда је одобрила употребу бојеве муниције. Прва жртва, Џеки Дади, убијен је док је бежао. Трчао је поред свештеника Едварда Делија, када је погођен у леђа. Након првих жртава међу демонстрантима, напади на британске снаге су ескалирали што је навело британску команду да изда наредбу о отпочињању акције за разбијање демонстрација, хапшење демонстраната и потискивање главне масе до пољане код угла Слободни Дери.
Упркос томе што је британска команда издала наредбу за обуставу ватре, снаге под командом мајора Теда Лодена испалиле су преко сто метака у масу која је бежала. Убијено је још 12 људи  Архивирано на веб-сајту  (23. август 2011), од којих су многи погођени док су покушавали да помогну рањенима. Рањено је 14 демонстраната, од којих је 12 погођено мецима, а двоје су прегажени од стране армијских возила.

### Погинули
- Џон Џеки Дади (17). Погођен у груди на паркингу испред стамбеног блока Розвил. Четири сведока изјавило је да Дади није био наоружан и да је у тренутку када је погођен бежао од британских падобранаца. Троје сведока је видело да су британски војници пуцали у њега са намером.
- Патрик Џозеф Дохерти (31). Погођен у леђа испред блока Розвил док је покушавао да отпузи у заклон. Дохерти је, пре и после смрти, више пута фотографисан од стране француског новинара Жила Переса. Упркос сведочењу војника „Ф“ да је пуцао на човека који је био наоружан пиштољем Виџери је прихватио као доказ фотографије француског новинара на којима се види да Дохерти није био наоружан, што је потврдио и форензички тест који је установио да није било трагова барута на његовим рукама.
- Бернард Макгиган (41). Погођен у потиљак док је покушавао да помогне Патрику Дохертију. У тренутку када је погођен, држао је у руци белу марамицу како би сигнализирао своје мирољубиве намере.[9]
- Хју Пајус Гилмор (17). Погођен у груди док је бежао од падобранаца низ Розвил улицу[10]. Виџери је прихватио да фотографија направљена неколико секунди након што је Гилмор погођен потврђује изјаве сведока који су сведочили да није био наоружан, што је потврђено и форензичким тестом на трагове барута, који је био негативан.
- Кевин МакЕлхини (17). Погођен у леђа док је покушавао да отпузи у заклон испред улаза у стамбени блок Розвил. Два сведока су изјавила да МакЕлхини није био наоружан.
- Мајкл Г. Кели (17). Погођен у стомак док је стајао у близини барикаде испред блока Розвил. Виџери је прихватио доказе који потврђују да Кели није био наоружан.
- Џон Пајус Јанг (17). Погођен у главу док је стајао у близини барикаде. Два сведока изјавила су да Јанг није био наоружан.
- Вилијам Ноел Неш (19). Погођен у груди у близини барикаде. Сведоци су изјавили да Неш није био наоружан и да је у тренутку када је погођен покушавао да помогне другоме.[10] Виџери је у својој истрази претпоставио да је Неш највероватније погођен од стране цивила који су пуцали у правцу војске.
- Мајкл М. Макдејд (20). Погођен у лице на барикади, док се удаљавао од падобранаца. Путања метка сугерише да је убијен од стране војника који су били позиционирани на зидовима Дерија.
- Џејмс Џозеф Вреј (22). Рањен, а затим устрељен из близине док је лежао на земљи. Сведоци који нису позвани да сведоче пред Виџери трибуналом изјавили су да је Вреј, непосредно пре него што је убијен гласно извикивао да не може да покреће ноге.[11]
- Џералд Донахју (17). Погођен у стомак док је трчао у заклон између Гленфада и Еби парка. Донахју је, након што је погођен, пренет у оближњу кућу где га је прегледао доктор. Том приликом, његови џепови су изврнути како би га идентификовали. Касније је на полицијског фотографији Донахјуовог леша установљено да је имао лак-бомбу у свом џепу. Нико од људи који су претражили његове џепове у кући, као ни британски војни болничар (Војник 138) који је убрзо затим констатовао његову смрт, нису видели бомбу у његовим џеповима. Донахју је био припадник Fianna Éireann, републиканског омладинског покрета блиско повезаног са ИРА. Педи Ворд, који је сведочио у поступку током Савил истраге изјавио је да је дао две бомбе Донахјуу неколико сати пре него што је погинуо.
- Џералд (Џејмс) Макини (34). Погођен одмах након Џералда Донахјуа. Сведоци су изјавили да је Макини трчао одмах иза Донахјуа, и да је, након што је видео како Донахју пада, стао и подигао руке узвикујући „Молим вас не пуцајте!“. Пао је погођен у груди.[11]
- Вилијам А. Макини (27). Погођен у леђа док је покушавао да помогне Џералду Макинију (нису у сродству). Напустио је заклон како би помогао старијем човеку.[10]
- Џон Џонстон (59). Погођен у улици Вилијам, 15 минута пре него што је пуцњава почела. Џонстон је умро од последица рањавања четири и по месеца касније и био је једина жртва која није умрла одмах или непосредно након рањавања.[тражи се извор]

## Анализа догађаја
Тринаест људи је убијено, док је још један учесник марша преминуо касније од последица рањавања. Званични став британске војске, подржан од стране британског Секретара унутрашњих послова, током седнице Доњег дома Британског парламента био је да су падобранци отворили ватру реагујући на претњу коју су представљали наоружани припадници ИРА. Међутим, сви сведоци (осим војника), укључујући учеснике марша, локалне становнике, као и британске и ирске новинаре који су пратили марш, тврде да су британски војници отворили ватру на ненаоружану масу као и да су свесно нишанили у људе који су бежали или који су покушавали да помогну рањенима, док на британске војнике није отварана ватра. Ни један британски војник није рањен ватреним оружјем нити повређен на други начин. Код погинулих, рањених и ухапшених демостраната није пронађено ватрено оружје ни ексер бомбе. Као реакција на овај инцидент, револтирани грађани спалили су британску амбасаду у Даблину. Англо-Ирски односи, након овог инцидента никада нису били на нижем нивоу због чега је ирски министар иностраних послова, Патрик Хилари отишао у САД како би затражио ангажовање Уједињених нација у решавању проблема у Ирској.
Иако су на протестној шетњи били присутни бројни припадници ИРА, тврди се да они нису били наоружани зато што се претпостављало да ће британски падобранци покушати да их изазову на оружани сукоб. Посланик у парламенту Ајван Купер је пред марш добио обећање да наоружани припадници ИРА неће учествовати у маршу. Многи падобранци који су сведочили током истраге изјавили су да су им њихови официри рекли да очекују ватрени обрачун и да су их охрабривали да добро гађају. Свештеник Едвард Дили изјавио је да је видео човека међу демонстрантима како отвара насумичну ватру из револвера у правцу падобранаца. Касније идентификован као члан званичне ИРА, овај демонстрант је фотографисан у тренутку када је потегао оружје, али није опажен од стране војника нити је на њега пуцано. Током Савил истраге дато је више различитих изјава у вези са наоружаним демонстрантом .
Званични мртвозорник града Дерија, пензионисани мајор британске војске Хуберт О'Нил је по завршетку истраге, 2. августа 1973. године дао следећу изјаву:
| „ | Изненадило ме је то што је војска безглаво трчала и отварала ватру без размишљања о томе шта чини. Убијали су невине људе. Ти људи су можда и били учесници у маршу који је био забрањен али то не оправдава поступак војске која је на њих отворила ватру бојевом муницијом не бирајући мете. Без оклевања бих изјавио да се ради о најобичнијем убиству. | ” |

Два дана након крваве недеље, британски парламент је усвоио резолуцију о формирању трибунала који би испитао догађаје. У складу са овом одлуком парламента премијер Велике Британије Едвард Хит именовао је лорда Џона Виџерија за председавајућег трибунала. Многи сведоци намеравали су да бојкотују трибунал због недостатка поверења у Виџеријеву непристрасност, али су на крају убеђени да учествују у истрази. Виџери је брзо сачинио извештај – извештај је био готов за само десет недеља 10. априла, а објављен је 19. априла– који је потврдио армијску верзију догађаја. Међу доказима који су презентовани пред трибуналом били су и резултати парафинског теста који се користи да би се утврдило присуство барутних гасова након употребе ватреног оружја као и бомбе са ексерима које су пронађене код погинулих демонстраната. Тест који је требало да укаже на присуство трагова експлозива на одећи једанест погинулих учесника марша био је негативан, док се овај тест није могао спровести на телима преосталих погинулих јер су она већ била опрана. Велики број сведока догађаја као и значајан део ирске јавности сматрао је да је извештај трибунала покушај да се инцидент заташка. Данас је широко распрострањено мишљење да су ексер бомбе фотографисане на мртвом телу Џерарда Донахјуа подметнуте после његове смрти, док су трагови барута пронађен на телу неких погинулих последица секундарног трансфера до ког је дошло док су војници који су учествовали у инциденту померали тела погинулих, а присуство олова на рукама Џејмса Неша је једноставно објашњено чињеницом да се у свом послу користио смесом за лемљење на бази олова. Заправо, 1992. год. Џон Мејџор је пишући Џону Хјуму изјавио:
| „ | Влада је 1974. године јасно ставила до знања да су лица која су убијена током „Крваве недеље“ ослобођена од сваке сумње да су, у тренутку када су убијена, била наоружана ватреним оружјем или експлозивом. Надам се да ће породице убијених прихватити ову потврду. | ” |

У јануару 1997. године, британска телевизијска станица Канал 4 је у свом извештају изнела податак да су и припадници Краљевског Англијског пука такође отворили ватру на учеснике марша и да су одговорни за 3 од 14 смрти.

## Савилова истрага
Иако је британски премијер Џон Мејџор одбио захтев Џона Хјума за јавном истрагом убистава током Крваве недеље, његов наследник Тони Блер је одлучио да дозволи истрагу. У јануару 1998. године формирана је друга истражна комисија за чијег председавајућег је постављем лорд Савил. Остале судије били су Џон Туни (краљичин саветник и судија врховног суда Аустралије), човек изванредне репутације коју је стекао бавећи се питањем права Абориџина (он је заменио новозеланђанина сер Едварда Сомерса, такође краљичиног саветника који се због личних разлога повукао из истраге 2000. године) и Вилијам Хојт, краљичин саветник, бивши врховни тужилац Њу Брунзвика и чланк Канадског правосудног комитета. Саслушања су завршена у новембру 2004. године, а извештај је у фази израде. Савил истрага је за разлику од Виџери трибунала била много темељнија. Саслушан је велики број сведока, укључујући и локално становништво, војнике, новинаре и политичаре. До сада изведени докази су у одређеној мери нарушили кредибилитет закључака истраге Виџери трибунала. Изнете су тврдње да су нека тела била положена у близини оружја и експлозива као и да неке друге супстанце (као што су материјали од којих су направљене карте за играње) приликом тестирања дају исти резултат као и трагови екслозива. Неки од научника који су учествовали у изради извештаја Виџери трибунала одбацили су своје налазе који су им били наметнути од стране Британског министарства одбране. Лорд Савил је одбио да коментарише налазе Виџери трибунала истакнувши да је Савил истрага истрага коју спроводе правосудни органи, за разлику од Виџери трибунала.
Докази које је током истраге пружио Мартин Макгинис, заменик вође Шин Фејна, изјавио је да је био заменик команданта Дери огранка привремене ИРА и да је присуствовао маршу. Макгинис није одговорио на питања где је био смештен зато што је сматрао да би његова изјава угрозила безбедност лица која су му помагала.
Током Савил истраге изнета је тврдња да је током Крваве недеље Макгинис био одговоран за обезбеђивање детонатора за ексер бомбе. Педи Ворд је тврдио да је у јануару 1972. године он био вођа Fianna Éireann, омладинског крила ИРА. Према његовој изјави, Макгинис, који је у то време био заменик команданта ИРА у граду и анонимно лице под надимком Прово дали су му делове за бомбе у јутро 30. јануара, за када је марш био заказан. Он је такође изјавио да је његова организација планирала да изведе бомбашки напад на просторије градског центра у Дерију и то на дан када су британци убили цивиле. Заузврат, Макгинис је одбацио ове тврдње као измишљотине, док је Гери О'Хара, Шин Фејн саветник за град Дери изјавио да је он, а не Ворд био вођа Фиане у то време.
Многи посматрачи тврде да је Британско министарство одбране учинило све како би ометало истрагу. Преко 1.000 армијских фотографија и снимак из ваздуха начињен из војног хеликоптера нису стављени на увид истражном комитету. Такође, оружје које је коришћено током овог инцидента, а које је могло да послужи као доказ у истрази, изгубљено је. Министарство одбране тврдило је да је све оружје уништено, али су се неке од јуришних пушака коришћених у инциденту појавиле у Сијера Леонеу, Бејруту и Литл Року у Арканзасу.
До тренутка када су се истражитељи повукли како би сачинили извештај, током 7 година испитано је преко 900 сведока, а укупна цена истраге износила је 155 милиона фунти чинећи је највећом истрагом у историји британског правосуђа. Цена истраге изазвала је критике јавности. У јуну 2003. године цена истраге достигла је 113,2 милиона фунти. Годину дана касније, у јуну 2004. године цена је достигла цифру од 130 милиона Очекује се да ће укупна цена истраге износити око 150 милиона фунти. Британска влада је до сада покрила све трошкове истраге.

## Реакција уметника на Крваву недељу
Инцидент је овековечен у песми групе U-2 објављеној 1983. године под називом „Sunday Bloody Sunday“. Група Стиф Литл Фингерс такође је снимила песму која описује ове догађаје, а која се зове „Bloody Sunday“.
Албум Џона Ленона, под називом „Some Time in New York City“ садржи песму под именом „Sunday Bloody Sunday“, која је инспирисана овим догађајем, као и песму „The Luck of the Irish“ која се односи на сукоб имзеђу Ираца. (Џон Ленон је ирског порекла).
Пол Макартни (који је такође ирског порекла) издао је убрзо након инцидента сингла под именом „Give Ireland Back to the Irish“, у којем је изнео свој поглед на читав проблем. Била је то једна од ретким Макартнијевих песама која је забрањена на BBC.
Метал бенд Круахан такође је снимио песму у којој је описао Крваву недељу.
У песми Кристи Мур под називом „Minds Locked Shut“ са албума „Graffiti Tongue“ детаљно је описан ток догађаја тог дана и наведена су имена погинулих цивила.
Трагични догађај у Дерију 1972. године драматзован је два пута у 2002. години. Прво у филму „Крвава недеља“ у којем главну улогу игра Џејмс Незбит, а затим и у ТВ филму „Недеља“ који је режирао Џими Макгаверн. Њихов приказ догађаја је много ближи верзији коју су заступали преживели учесници марша и медији и значајно се разликује од званичне верзије догађаја коју форсира Британска армија.
Драма „Слобода града“ из 1973. године аутора Брајана Фрајла описује инцидент из угла три цивила.

### Опис догађаја на дан масакра
- Guardian Interactive Guide
- BBC Interactive Guide

### Новински извештаји о масакру
- "13 killed as paratroops break riot" from The Guardian, Monday January 31 1972
- "Bogsiders insist that soldiers shot first" from The Guardian, Tuesday February 1 1972

### Значај и утицај масакра
- "Shootings 'triggered decades of violence'"